# Giacinto Cocchi
Giacinto Cocchi (...) è un pittore, architetto e scultore italiano che ha lavorato prevalentemente all'estero.

## Biografia
Di Giacinto Cocchi sappiamo che nel 1795 arrivò a Filadelfia, città in pieno fermento edilizio e culturale, con Giuseppe Perovani, con cui aprì uno studio. Insieme affrontarono un periodo di intenso lavoro, durante il  quale il Cocchi lavorava per i teatri e gli enti pubblici di quella città. 
Il sodalizio con Giuseppe Perovani ebbe termine proprio mentre quest’ultimo era al culmine del suo successo a Filadelfia.
Giacinto Cocchi, in un anno imprecisato dopo il 1796, tornò in Europa dove a Palma di Maiorca è documentata la sua presenza dal 1802 al 1806, periodo in cui progettò i cimiteri dell'isola per ordine del cardinale Antonio Despuig y Dameto .